# Neodiplocampta garaguaya
Neodiplocampta garaguaya är en tvåvingeart som beskrevs av Hull och Martin 1974. Neodiplocampta garaguaya ingår i släktet Neodiplocampta och familjen svävflugor. Inga underarter finns listade i Catalogue of Life.